# Escut de Castellàs
L'Escut de Castellàs fou l'escut del municipi desaparegut de Castellàs, de la comarca del Pallars Sobirà, si bé adscrit administrativament a partir del 1971 a la de l'Alt Urgell.
Perdé vigència el 1971, en ser agrupats els antics termes de Castellàs, la Guàrdia d'Ares, Noves de Segre i Taús en el municipi de nova creació anomenat les Valls d'Aguilar, els primers anys escrit sense l'article. Aquest nou municipi adoptà el 6 d'abril del 1999, després de 18 anys sense escut normalitzat segons la normativa vigent, l'Escut de les Valls d'Aguilar.

## Descripció heràldica
Escut d'or, quatre pals vermells, carregats d'un castell d'or, clarejat de vermell.